# Ambrosius Autpertus
Ambrosius Autpertus, auch Ambrosius Ansbertus, (* um 730 in der Provence; † 30. Januar 784 auf dem Weg von Spoleto nach Rom) war ein Benediktinerabt südfranzösischer Herkunft und theologischer Autor.

## Leben
Ambrosius wurde Abt der Abbazia di San Vincenzo al Volturno, als Desiderius König der Langobarden (757–774) war. Seine Abtwahl war innerhalb des Klosters so strittig, dass sich auch die Herrschenden einmischten: Papst Stephan III. setzte ihn ab, auch Karl der Große griff ein im Sommer 783 in den Streit ein, wobei die Konflikte zum einen auf Ambrosius’ Charakter, zum anderen auf seine fränkische Herkunft zurückzuführen waren. Karl setzte Autpert an Stelle des Abtes Potho wieder ein. Die Sache sollte schließlich vor den Papst gebracht werden, zu welchem Zweck sich Autpert von Spoleto, wohin er nach seiner Absetzung geflohen war, nach Rom begab, unterwegs aber plötzlich unter mysteriösen Umständen verstarb – wahrscheinlich ist er ermordet worden.
Er schrieb eine Reihe von Werken zur Bibelauslegung und zu allgemeinen Glaubensfragen. Dazu zählten Kommentare zur Apokalypse des Johannes, zu den Psalmen und zum Hohelied Salomos. Daneben schrieb er Heiligenviten zu seinen Vorgängern Paldo, Tato und Taso, ein Werk zur Himmelfahrt Mariens und eines über den Kampf der Laster mit den Tugenden.
Er wird in der römisch-katholischen Kirche als Heiliger verehrt, sein Gedenktag ist der 19. Juli.

## Darstellungen
Die einzig bekannte Darstellung des Ambrosius Autpertus findet sich auf dem 1458 vollendeten Retabel des südlichen Marienaltars von St. Martinus (Oberstadion). Er wird als Benediktinerabt mit Stab, Buchbeutel und beschriftetem Nimbus dargestellt.

## Werkausgaben
- Ambrosii Autperti Opera. Herausgegeben von Robert Weber. Brepols, Turnhout 1975–1979 (Gesamtwerk in lateinischer Sprache mit französischem Kommentar).
- Autperti vita Paldonis, Tatonis et Tasonis Vulturnensium. In: Ludwig Bethmann, Georg Waitz (Hrsg.): Scriptores rerum Langobardicarum et Italicarum saec. VI–IX. Hannover 1878, S. 546–554 (Monumenta Germaniae Historica, Digitalisat)